# Gatsby le Magnifique (film, 2013)
Pour les articles homonymes, voir Gatsby le Magnifique (homonymie).
Pour plus de détails, voir Fiche technique et Distribution.
Gatsby le Magnifique (The Great Gatsby) est un film dramatique australo-américain écrit, produit et réalisé par Baz Luhrmann, sorti en 2013.
Il s'agit d'une nouvelle adaptation du roman Gatsby le Magnifique de F. Scott Fitzgerald, publié en 1925.
Il fait l'ouverture du Festival de Cannes 2013, hors compétition.

## Synopsis
En décembre 1929, Nick Carraway, un vétéran de la Première Guerre mondiale, est sous traitement dans un hôpital psychiatrique. Il parle à son docteur de Jay Gatsby, l'homme avec le plus d'espoir qu'il ait jamais connu.
Sept ans plus tôt, durant l'été 1922, Nick, après avoir abandonné l'écriture, déménage du Midwest et arrive à New York. Il loue le cottage d'un jardinier dans la ville fictive de West Egg, sur la côte nord de Long Island, situé à côté du manoir de Gatsby, un mystérieux magnat des affaires qui organise souvent des soirées extravagantes. Nick se rend chez sa cousine, Daisy Buchanan, une femme belle mais oppressée, qui vit avec Tom, son mari athlétique et dominant. Daisy joue aux entremetteuses entre Nick et Jordan Baker, une autre de leurs invités, une golfeuse célèbre que Nick trouve attirante. Quand Nick rentre chez lui, il voit Gatsby se tenir sur un ponton, regardant une lumière verte provenant de la côte des Buchanan.
Jordan avoue à Nick que Tom a une maîtresse dans la « Vallée de Cendres », une zone industrielle située entre West Egg et Manhattan. Tom y emmène Nick et s'arrête à un garage dirigé par Myrtle Wilson, sa maîtresse, et George, son mari.
Nick reçoit une invitation à l'une des soirées de Gatsby. En y arrivant, Nick apprend qu'il est le seul à avoir reçu une invitation et qu'aucun des invités n'a jamais rencontré Gatsby. Nick tombe sur Jordan, et ils rencontrent tous deux Gatsby. Le lendemain, Gatsby emmène Nick déjeuner. Sur le chemin, il lui dit qu'il est diplômé d'Oxford et héros de guerre venant d'une famille riche du Midwest. Ils vont dans un speakeasy où Nick rencontre Meyer Wolfsheim, le partenaire d'affaires de Gatsby.
Jordan raconte à Nick qu'en 1917, Gatsby, alors capitaine de l'armée américaine, a rencontré Daisy juste avant que les États-Unis ne participent à la Première guerre mondiale et est toujours amoureux d'elle ; il organise en réalité toutes ses soirées dans l'espoir que Daisy y participe un jour. Gatsby demande à Nick d'inviter Daisy à prendre le thé. Après des retrouvailles gênantes, Gatsby et Daisy commencent une liaison amoureuse. Cependant, Gatsby est consterné quand Daisy lui propose de s'enfuir avec lui, lui demandant plutôt d'avoir un divorce en bonne et due forme. Gatsby demande à Nick et Jordan de l'accompagner chez les Buchanan, où Daisy et lui prévoient de dire à Tom que Daisy le quitte. Pendant le repas, Tom a des soupçons sur Daisy et Gatsby, mais Daisy empêche Gatsby de tout dévoiler en leur suggérant de tous aller au Plaza Hotel. Tom conduit la voiture de Gatsby avec Nick et Jordan tandis que Gatsby conduit la voiture de Tom avec Daisy. Tom s'arrête au garage de George pour prendre de l'essence, où George lui dit qu'il déménage avec Myrtle car il pense que sa femme lui est infidèle.
Au Plaza, Gatsby dit à Tom qu'il a une liaison avec Daisy. Tom accuse Gatsby de ne jamais avoir été à Oxford et d'avoir obtenu sa fortune en faisant de la contrebande. Daisy dit qu'elle aime Gatsby mais ne peut pas avouer qu'elle n'a jamais aimé Tom. Gatsby et Daisy finissent par partir. Après une dispute avec George, Myrtle court dans la rue et est frappée mortellement par la voiture de Gatsby après l'avoir prise pour celle de Tom. En apprenant la mort de Myrtle, Tom dit à George que la voiture appartenait à Gatsby et suspecte que ce dernier est l'amant de Myrtle. Nick apprend que c'est Daisy qui conduisait la voiture de Gatsby quand l'accident a eu lieu. Nick entend Daisy accepter la promesse de Tom de s'occuper de tout, mais il ne le dit pas à Gatsby. Ce dernier avoue à Nick qu'il n'est pas né dans une famille fortunée et que son vrai nom est James Gatz. Il avait demandé à Daisy de l'attendre le temps qu'il ait une vie décente après la guerre ; cependant, seulement sept mois après la guerre, Daisy a épousé Tom, le « célibataire le plus riche d'Amérique ».
Le lendemain, Gatsby entend le téléphone sonner et pense que l'appel est de Daisy. Avant qu'il ne puisse y répondre, il est tué d'une balle par George, qui se suicide ensuite. Nick est la seule personne qui vient à l'enterrement de Gatsby, tandis que Daisy et Tom partent pour New York. Gatsby est dépeint par les médias comme l'amant et l'assassin de Myrtle. Cette image négative et erronée de la vie et de la mort de Gatsby rend Nick furieux, qui crie aux reporters de partir de la maison. Dégoûté de la ville et de ses habitants, Nick part après s'être promené une dernière fois dans le manoir de Gatsby. Dans le sanatorium, Nick finit d'écrire ses mémoires et les intitule Gatsby le Magnifique.

## Fiche technique
- Titre original : The Great Gatsby
- Titre français : Gatsby le Magnifique
- Réalisation : Baz Luhrmann
- Scénario : Baz Luhrmann et Craig Pearce, d'après Gatsby le Magnifique de F. Scott Fitzgerald
- Musique : Craig Armstrong
- Décors et costumes : Catherine Martin
- Photographie : Simon Duggan
- Montage : Jason Ballantine
- Production : Lucy Fisher, Catherine Knapman, Baz Luhrmann, Catherine Martin et Douglas Wick ; Anton Monsted (coproducteur) ; Barrie M. Osborne (associé), Jay-Z (délégué)
- Sociétés de production : Bazmark Films et Red Wagon Productions
- Société de distribution : Warner Bros.
- Pays de production :  Australie,  États-Unis
- Langue originale : anglais
- Format : couleur − 2,35:1 − son Dolby numérique
- Budget : 125 000 000 de dollars[2]
- Genre : drame
- Durée : 142 minutes
- Dates de sortie[3] :
  - États-Unis : 10 mai 2013
  - France : 15 mai 2013

## Distribution

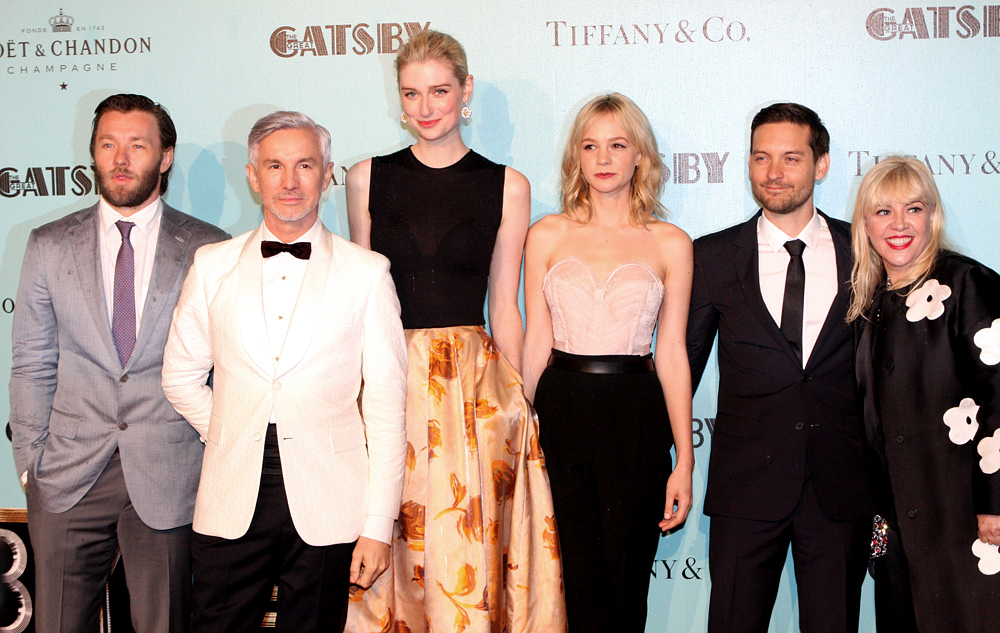
Le réalisateur Baz Luhrmann, entouré des acteurs Joel Edgerton, Elizabeth Debicki, Carey Mulligan, Tobey Maguire et de la costumière Catherine Martin.

- Leonardo DiCaprio (VF : Damien Ferrette ; VQ : Joël Legendre) : Jay Gatsby
- Tobey Maguire (VF : Alexis Tomassian ; VQ : Hugolin Chevrette-Landesque) : Nick Carraway
- Carey Mulligan (VF : Barbara Tissier ; VQ : Pascale Montreuil) : Daisy Buchanan
- Joel Edgerton (VF : Jérémie Covillault ; VQ : Louis-Philippe Dandenault) : Tom Buchanan
- Elizabeth Debicki (VF : Déborah Perret ; VQ : Nathalie Coupal) : Jordan Baker
- Isla Fisher (VF : Véronique Alycia ; VQ : Véronique Marchand) : Myrtle Wilson
- Jason Clarke (VF : Axel Kiener ; VQ : Thiéry Dubé) : George B. Wilson
- Amitabh Bachchan  (VF : Féodor Atkine ; VQ : Vincent Davy) : Meyer Wolfshiem
- Adelaide Clemens (VF : Émilie Rault ; VQ : Catherine Bonneau) : Catherine
- Richard Carter : Herzog, le majordome de Gatsby
- Vince Colosimo (VF : Loic Houdré) : Michaelis
- Callan McAuliffe (VF : Nathanel Alimi ; VQ : François-Nicolas Dolan) : Jay Gatsby jeune
- Baz Luhrmann (non crédité) : Serveur (caméo)

Source et légende : Version française (VF) sur AlloDoublage ; Version québécoise (VQ) sur Doublage.qc.ca

## Production

### Développement
L'innovation apportée par cette nouvelle adaptation tiendrait à ce qu'elle s'inspire d'une première version du célèbre roman intitulé Trimalchio que Fitzgerald avait terminée en 1924 sans la publier. Il réécrivit ensuite le roman publié en 1925 sous le titre que nous connaissons. Ce n'est qu'en 2000 que le premier manuscrit a été publié par la Cambridge University Press.

### Attribution des rôles

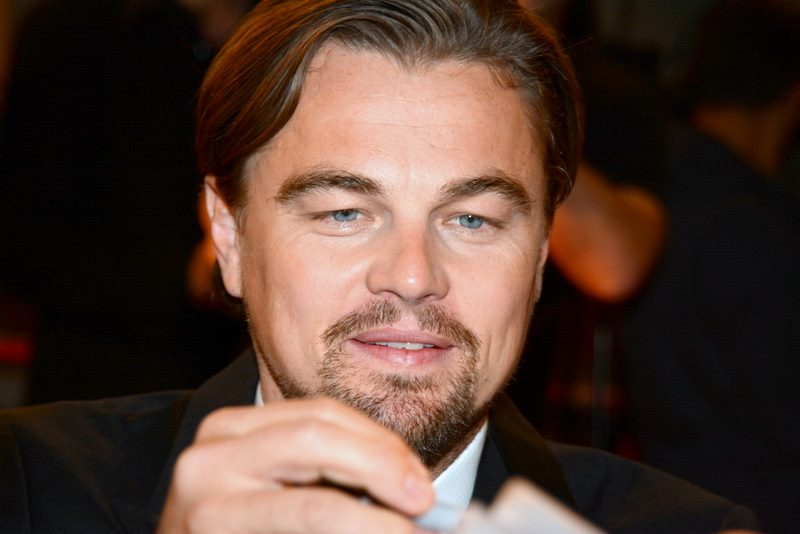
L'acteur Leonardo DiCaprio retrouve le cinéaste Baz Luhrmann, quinze ans après Roméo + Juliette.

Leonardo DiCaprio y incarne le premier rôle, après avoir été le jeune premier du film Roméo + Juliette, également réalisé et scénarisé par Baz Luhrmann. Ce dernier a déjà abordé dans toutes ses œuvres le thème de la relation entre la bourgeoisie et les autres classes sociales.
De nombreuses actrices ont été envisagées ou pressenties pour le rôle de Daisy Buchanan, notamment Amanda Seyfried et Scarlett Johansson. Ben Affleck devait quant à lui tenir le rôle de Tom Buchanan, finalement interprété par Joel Edgerton.

### Tournage
Le film devait à l'origine être tourné à New York, pour reprendre les lieux évoqués dans le roman. Finalement, le tournage a lieu en Australie, dans les mêmes studios que pour Moulin Rouge et Australia. Il a lieu en Nouvelle-Galles du Sud (Sydney, les Montagnes Bleues, etc.).

### Bandes originales
La bande originale du film est distribuée dans trois albums différents :
- The Great Gatsby : Music From Baz Luhrmann's Film, qui contient les chansons entendues dans le film,
- The Great Gatsby : The Jazz Recordings, qui contient certaines chansons de l'album précédent remixées en version Jazz typique des années folles,
- The Great Gatsby : The Orchestral Score From Baz Lurhmann's Film, qui contient toutes les chansons composées par Craig Armstrong pour le film. L'album n'est pas disponible en France.

Plusieurs artistes célèbres ont contribué à cette bande originale, dont Lana Del Rey (Young and Beautiful), Beyoncé, Jay-Z.
Certains titres présents dans le film mais ne figurant pas dans les bandes originales sont issus de la culture populaire des années 1920, tel que Rhapsody in Blue de George Gershwin, utilisé en tant que son intradiégétique lors de la scène de rencontre entre Gatsby et Nick.

## Réception

### Box-office
| Pays ou région | Box-office        | Date d'arrêt du box-office | Nombre de semaines |
| -------------- | ----------------- | -------------------------- | ------------------ |
| États-Unis     | 144 840 419 $,    | 22 août 2013               | 15                 |
| France         | 1 570 321 entrées | 17 septembre 2013          | 18                 |
| Monde          | 351 040 419 $     | 31 décembre 2013           | -                  |

Lors du week-end de sa sortie en Amérique du Nord, du 10 au 12 mai, Gatsby le Magnifique a réalisé plus de 50 millions de dollars de recettes, en entrant en deuxième position du box-office, derrière Iron Man 3.

## Distinctions

### Récompenses
- Florida Film Critics Circle Awards 2013 : meilleure direction artistique
- San Diego Film Critics Society Awards 2013 : meilleurs décors
- St. Louis Film Critics Association Awards 2013 : meilleure direction artistique
- Washington D.C. Area Film Critics Association Awards 2013 : meilleure direction artistique
- AACTA Awards 2014 :
  - Meilleur film
  - Meilleur réalisateur pour Baz Luhrmann
  - Meilleur acteur pour Leonardo DiCaprio
  - Meilleur acteur dans un second rôle pour Joel Edgerton
  - Meilleure actrice dans un second rôle pour Elizabeth Debicki
  - Meilleur scénario adapté pour Baz Luhrmann et Craig Pearce
  - Meilleurs décors pour Catherine Martin, Karen Murphy, Ian Gracie et Beverley Dunn
  - Meilleurs costumes pour Catherine Martin, Silvana Azzi Heras et Kerry Thompson
  - Meilleure photographie pour Simon Duggan
  - Meilleur montage pour Matt Villa, Jason Ballantine et Jonathan Redmond
  - Meilleur son pour Wayne Pashley, Jenny Ward, Fabian Sanjurjo, Steve Maslow, Phil Heywood et Guntis Sics
  - Meilleure musique de film pour Craig Armstrong
- British Academy Film Awards 2014 :
  - Meilleurs décors pour Catherine Martin et Beverley Dunn
  - Meilleurs costumes pour Catherine Martin
- Critics' Choice Movie Awards 2014 :
  - Meilleure direction artistique pour Catherine Martin et Beverley Dunn
  - Meilleurs costumes pour Catherine Martin
- Satellite Awards 2014 :
  - Meilleure direction artistique pour Catherine Martin
  - Meilleure chanson originale pour Young and Beautiful interprétée par Lana Del Rey
- Oscars du cinéma 2014 :
  - Meilleurs décors pour Catherine Martin et Beverley Dunn
  - Meilleurs costumes pour Catherine Martin
- Motion Picture Sound Editors Awards 2014 : Meilleur montage son de la musique de film
- Rembrandt Awards 2014 : Meilleur acteur étranger

### Nominations et sélections
- Festival de Cannes 2013 : sélection hors compétition (film d'ouverture)
- Washington D.C. Area Film Critics Association Awards 2013 :
  - Meilleur réalisateur pour Baz Luhrmann
  - Meilleure photographie pour Simon Duggan
- AACTA Awards 2014 :
  - Meilleure actrice pour Carey Mulligan
  - Meilleure actrice dans un second rôle pour Isla Fisher
- British Academy Film Awards 2014 :
  - Meilleurs maquillages et coiffures pour Maurizio Silvi et Kerry Warn
- Critics' Choice Movie Awards 2014 : meilleure chanson originale pour Young and Beautiful interprétée par Lana Del Rey
- Satellite Awards 2014 : meilleurs costumes pour Catherine Martin